# 990 Yerkes
990 Yerkes è un asteroide della fascia principale del diametro medio di circa 18,46 km. Scoperto nel 1922, presenta un'orbita caratterizzata da un semiasse maggiore pari a 2,6675612 UA e da un'eccentricità di 0,2164896, inclinata di 8,78094° rispetto all'eclittica.
Il suo nome fa riferimento all'Osservatorio Yerkes, nel Wisconsin, dove questo asteroide fu scoperto.